# Jakub Peszko
Jakub Peszko (ur. 1 kwietnia 1992 w Rzeszowie) – polski siatkarz, grający na pozycji przyjmującego. 
Po ukończonym sezonie 2022/2023 postanowił zakończyć siatkarską karierę poprzez kontuzje.
Od sezonu 2024/2025 jest menadżerem klubu Nowak-Mosty MKS Będzin.

## Przebieg kariery
| 2009–2012                 | Asseco Resovia Rzeszów  |
| 2012–2013                 | Ślepsk Suwałki          |
| 2013–2014                 | Avia Świdnik            |
| 2014–2015                 | KS Camper Wyszków       |
| 2015–2019                 | MKS Będzin              |
| 2019–2020                 | Chemik Bydgoszcz        |
| 2020–2022 (do 09.02.2022) | LUK Politechnika Lublin |
| 2022–2023                 | CHKS Arka Chełm         |

## Sukcesy klubowe
Ogólnopolska Olimpiada Młodzieży:
- 2009

Mistrzostwa Polski Kadetów:
- 2009

Młoda Liga:
- 2011
- 2012

Puchar CEV:
- 2012

Mistrzostwo Polski:
- 2012

Akademickie Mistrzostwa Europy:
- 2017

Mistrzostwo I ligi:
- 2021